# Nicolás Chiesa
Nicolás Hernan Chiesa (* 26. Mai 1980 in Buenos Aires) ist ein ehemaliger argentinisch-italienischer Fußballspieler und heutiger -trainer.

## Karriere

### Spieler
Bis 2002 spielte er bei Club Atlético Nueva Chicago und gehörte danach Club Almirante Brown an. Danach spielte er von 2003 bis 2004 bei Instituto Atlético Central Córdoba. Danach war er beim Cañuelas FC aktiv sowie bis zum Ende der Spielzeit 2004/05 in Rumänien bei Politehnica Iași.
Anschließend wechselte er nach Italien, wo er über die nächsten Jahre bei Ars et Labor Grottaglie, FC Brindisi, AC Pisa, FeC Benevento, Martina Calcio, Lupa Frascati und Lupa Cast Rom unter Vertrag stand. Zuletzt spielte er dann nochmal von der Saison 2015/16 bis Ende 2017 in Malta beim FC Floriana und beendete danach seine Karriere als Spieler.

### Trainer
Nach dem Ende seiner Spielerkarriere blieb er bei seinem vorherigen Klub und nahm hier nun den Posten des Cheftrainers ein. So gewann er in der Saison 2017/18 mit seiner Mannschaft noch einmal die Meisterschaft. Nach zwei Niederlagen zum Start der Folgesaison trennte sich der Klubs dann von ihm. Im Januar 2019 wurde er bis zum Ende des Jahres Chefscout bei den Boca Juniors. Seit November 2020 ist er im Trainerstab von Gustavo Alfaro bei der Nationalmannschaft von Ecuador.